# SV Alemannia 1911 Gelsenkirchen
SV Alemannia 1911 Gelsenkirchen was een Duitse voetbalclub uit Gelsenkirchen.

## Geschiedenis
Op 13 mei 1911 fusioneerden Viktoria Gelsenkirchen en SuS Leithe tot SV Rheinelbe Gelsenkirchen. Later werd de naam SV Alemannia 1911 Gelsenkirchen aangenomen. Na een fusie met Blau-Weiß Gelsenguß Gelsenkirchen werd de naam SC Alemannia-Gelsenguß Gelsenkirchen aangenomen. In 1937 werd de naam veranderd in BSC Gelsenguß Gelsenkirchen. In 1939 promoveerde de club naar de Gauliga Westfalen. In het tweede seizoen werd de club vicekampioen, weliswaar met 14 punten achterstand op stadsrivaal FC Schalke 04. Na het derde seizoen nam de club opnieuw de naam Alemannia aan en bleef tot aan het einde van de Gauliga in de hoogste klasse spelen.
Na de Tweede Wereldoorlog speelde de club in de Landesliga Westfalen. In het eerste seizoen werd de club derde en in het tweede seizoen negende. Hierdoor plaatste de club zich niet voor de nieuwe Oberliga West, die nu de hoogste klasse werd. Om de krachten te bundelen fusioneerde de club in 1950 met SV Union 1910 Gelsenkirchen en werd zo Eintracht Gelsenkirchen.